# Быстрее собственной тени
«Быстре́е со́бственной те́ни» — советская спортивная кинодрама 1980 года режиссёра Павла Любимова.

## Сюжет
Бегун Пётр Королёв упорно добивался, чтобы его послали на международные соревнования, показывая на тренировках рекордные результаты. Добился — и во время решающего забега, когда уже никто не мог его догнать, вдруг остановился, чтобы помочь подняться упавшему сопернику. А ведь за результат отвечает множество людей. Могут ли они в дальнейшем доверять великодушному, но не побеждающему спортсмену защищать честь страны? Это покажет московская Олимпиада.

## В ролях
- Анатолий Матешко — Пётр Королёв
- Александр Фатюшин — Феодосий Никитич, тренер Королёва
- Борис Морозов — Олег Иванович
- Сергей Рубеко — Мыльников
- Алексей Ванин — Рольф Шмидт, спортсмен
- Елена Цыплакова — Елена, диктор телевидения
- Виталий Максимов — телекомментатор Игорь
- Юрий Думчев — дискобол
- Мария Скворцова — Мария Васильевна
- Ян Янакиев — преподаватель

## Критика
Киновед Сергей Кудрявцев оценил фильм на 6 баллов из 10 возможных.
Пётр Болотников, бегун на длинные дистанции, в своём отклике на премьеру подчёркивает, что картина приятно удивила правдивым изображением мира лёгкой атлетики, так как не каждому фильму на спортивную тему это удаётся. Однако в данном случае проблемы спорта были хорошо знакомы автору сценария, Далю Орлову, который сам был спортсменом. Да и режиссёр не в первый раз обращается к этой теме, Болотников вспоминает один из предыдущих фильмов Павла Любимова — картину о спортивных гимнастках «Новенькая». Однако достоинства фильма не сводятся только к достоверности воссоздаваемой атмосферы, он подкупает также раскрытием мира человека спорта.
Юрий Зарубин в своей статье «Роман со спортом» в сборнике «Эстафета 87» отмечает, что в фильме «впервые сделана попытка увязать проблемы большого спорта и политики». В нем опровергается точка зрения бытующая на Западе, что спорт является выходом для негативных эмоций, и выдвигается мнение, что в спортивных состязаниях должна достигаться не «спортивная победа», а «победа нравственная».
Оксана Алексюк подчёркивает, что создатели фильма и исполнитель главной роли показали человека принципиального, не поступающегося своими принципами ни в чём, думающего не только о себе, но и о других. Они поднимают вопрос, чем же является собственно спорт — просто ли это борьба за первенство или столкновение человеческих характеров, работа не только физическая, но и нравственная, духовная.